# Vévoda z Fife
Vévoda z Fife je britský titul, který byl udělen dvakrát, v obou případech hraběti z Fife. V roce 1889 se oženil s princeznou Luisou, nejstarší dcerou Alberta Eduarda, prince z Walesu (později král Eduard VII.), syna královny Viktorie.

## Historie
Alexander Duff (1849–1912) byl nejstarší syn 5. hraběte Fife (1814–1879). Po smrti svého otce 7. srpna 1879 se stal 6. hrabětem Fife. Díky tomu zdědil irské tituly poprvé udělené skotskému šlechtici Williamu Duffovi, baron Braco (udělen v roce 1735), hrabě Fife a vikomt Macduff (oba uděleny v roce 1759), a britský titul baron Skene (udělen v roce 1857 jeho otci 5. hraběti Fife; titul, díky kterému získal místo ve Sněmovně lordů). V roce 1885 udělila královna Viktorie Alexandru Duffovi britský titul hrabě z Fife.
V sobotu 27. července 1889 se v soukromé kapli v Buckinghamském paláci Alexander, 1. hrabě z Fife a 6. hrabě Fife, oženil s princeznou Luisou, třetím dítětem a nejstarší dcerou tehdejšího prince z Walesu (budoucího krále Eduarda VII.) a jeho manželky princezny Alexandry. Pár byl bratrancem a sestřenicí z třetího kolena, protože oba byli potomky krále Jiřího III. Byla to druhá svatba, co se potomek královny Viktorie oženil s britským poddaným. Dva dny po svatbě královna povýšila Alexandra, lorda Fife, na markýze z Macduffu v Banffském hrabství a vévodu z Fife, oba to byly britské tituly.
Dne 24. dubna 1900 vydala královna Viktorie další patent, kterým udělila 1. vévodovi z Fife další tituly vévody z Fife a hraběte z Macduffu, oba to byly britské tituly a oba měly zvláštní dodatek, který umožňoval, aby tyto tituly přešly na jeho dcery, pokud by neměl syna, a poté na mužské dědice těchto dcer. Dne 9. listopadu 1905 udělil král Eduard VII. dvěma dcerám Alexandra Duffa lady Alexandře (* 1891) a lady Maud (* 1893) oslovení Výsosti a titul princezny.
Po smrti 1. vévody z Fife v lednu 1912 šlechtické tituly udělené v roce 1889 (vévodství Fife z roku 1889 a markýzství Macduff) a všechny starší (jak již bylo zmíněno) šlechtické tituly v držení rodiny Duffů (baronství Braco z roku 1735, vikomtství Macduff z roku 1759, hrabství Fife z roku 1759, baronství Skene z roku 1857, hrabství Fife z roku 1885) zanikly, zatímco šlechtické tituly udělené v roce 1900 (vévodství Fife a hrabství Macduff z roku 1900) přešly na jeho starší dceru, princeznu Alexandru (1891–1959).[zdroj?]
Dne 15. října 1913 se 2. vévodkyně z Fife provdala za prince Artura z Connaughtu, jediného syna prince Artura, vévody z Connaughtu a Strathearnu, třetího syna královny Viktorie a prince Alberta, a tedy mladšího bratra jejího dědečka z matčiny strany krále Eduarda VII. Artur byl tak synem Alexandřina prastrýce. Jejich jediný syn Alastair zemřel v roce 1943.
Když v roce 1959 zemřela 2. vévodkyně z Fife, její dědičný šlechtický titul přešel na jejího synovce Jamese Carnegieho (1929–2015), nejstaršího syna její sestry Maud a jejího manžela Charlese Carnegieho, 11. hraběte ze Southesku (1893–1992). O třicet tři let později, v roce 1992, se 3. vévoda z Fife stal po svém otci také 12. hrabětem ze Southesku a náčelníkem klanu Carnegie. V důsledku toho se následující šlechtické tituly staly vedlejšími tituly vévody z Fife: skotský titul lord Carnegie z Kinnairdu (udělen v roce 1616), skotské tituly hrabě ze Southesku a lord Carnegie (oba uděleny v roce 1633), britský titul baron Balinhard (udělen v roce 1663; všechny předchozí zmíněné tituly poprvé uděleny siru Davidu Carnegiemu (1575–1658)) a baronetství Carnegie v Novém Skotsku (udělen v roce 1641 Davidu Carnegiemu z Pitcarrow († 1708), skotskému politikovi). Po jeho smrti v roce 2015 převzal tituly Fife a Carnegie jeho syn David Charles Carnegie (* 1961). Dědicem 4. vévody z Fife je jeho syn Charles Duff Carnegie (* 1989), který používá titul hrabě ze Southesku. Hypotetický vnuk vévody a dědic by byl oslovovaný lord Carnegie.[zdroj?]

## Sídla
Současným hlavním sídlem rodiny je zámek Kinnaird poblíž města Brechin v Angusu ve Skotsku. Dalším sídlem vévody je Elsick House poblíž města Stonehaven v Aberdeenshire ve Skotsku, v povodí Elsicku. Mar Lodge, na západ od vesnice Braemar v Aberdeenshire ve Skotsku, byla odkázaná princeznou Alexandrou, 2. vévodkyní z Fife, jejímu synovci Alexandru Ramsayovi Marskému a následně prodána. První dva držitelé vévodství jsou pohřbeni v kapli sv. Niniana v Braemaru.[zdroj?]

## Vévoda z Fife (1889–1912)
| Titul udělen královnou Viktorií | Titul udělen královnou Viktorií           | Titul udělen královnou Viktorií | Titul udělen královnou Viktorií | Titul udělen královnou Viktorií | Titul udělen královnou Viktorií                                                                         | Titul udělen královnou Viktorií |
| #                               | Jméno                                     | Období                          | Choť                            | Poznámky                        | Další tituly                                                                                            |                                 |
| ------------------------------- | ----------------------------------------- | ------------------------------- | ------------------------------- | ------------------------------- | --- | ------------------------------- |
| 1                               | Alexander William George Duff (1849–1912) | 1889–1912                       | Luisa, královská princezna      | Manžel vnučky královny Viktorie | 1. markýz z Macduffu, 1. hrabě z Fife, 6. hrabě Fife, 6. vikomt Macduff, 6. baron Braco, 2. baron Skene |                                 |

## Vévodové z Fife (1900–dosud)
| Titul udělen královnou Viktorií | Titul udělen královnou Viktorií                                | Titul udělen královnou Viktorií | Titul udělen královnou Viktorií      | Titul udělen královnou Viktorií             | Titul udělen královnou Viktorií | Titul udělen královnou Viktorií |
| #                               | Jméno                                                          | Období                          | Choť                                 | Poznámky                                    | Další tituly | Erb                             |
| ------------------------------- | -------------------------------------------------------------- | ------------------------------- | ------------------------------------ | ------------------------------------------- | --- | ------------------------------- |
| 1                               | Alexander William George Duff (1849–1912)                      | 1900–1912                       | Luisa, královská princezna           | Manžel vnučky královny Viktorie             | všechny tituly spojené s vévodstvím Fife (1889) plus 1. hrabě z Macduff (1900)                                                                 |                                 |
| 2                               | Princezna Alexandra Victoria Alberta Edwina Louise (1891–1959) | 1912–1959                       | Princ Artur z Connaughtu             | Vnučka krále Eduarda VII. a dcera 1. vévody | Hraběnka z Macduffu |                                 |
| 3                               | James George Alexander Bannerman Carnegie (1929-2015)          | 1959–2015                       | Ctihodná Caroline Dewarová rozvedená | Synovec 2. vévodkyně                        | Hrabě ze Southesku, hrabě z Macduffu, lord Carnegie z Kinnairdu, lord Carnegie z Kinnairdu a Leucharsu, baron Balinhard, baronet „z PitCarrow“ |                                 |
| 4                               | David Charles Carnegie (* 1961)                                | od roku 2015                    | Caroline Anne Buntingová             | Jediný přeživší syn 3. vévody               | Hrabě ze Southesku, hrabě z Macduffu, lord Carnegie z Kinnairdu, lord Carnegie z Kinnairdu a Leucharsu, baron Balinhard, baronet „z PitCarrow“ |                                 |

## Linie následnictví
- Alexander Duff, 1. vévoda z Fife (1849–1912)
  -  Princezna Alexandra, 2. vévodkyně z Fife (1891–1959)
    -  Alastair, 2. vévoda z Connaughtu a Strathearnu (1914–1943)

  -  Maud Carnegie, hraběnka ze Southesku (1893–1945)
    -  James Carnegie, 3. vévoda z Fife (1929–2015)
      -   David Carnegie, 4. vévoda z Fife (* 1961)
        - (1) Charles Carnegie, hrabě ze Southesku (* 1989)
        - (2) Lord George Carnegie (* 1991)
        -  (3) Lord Hugh Carnegie (* 1993)

## Rodokmen

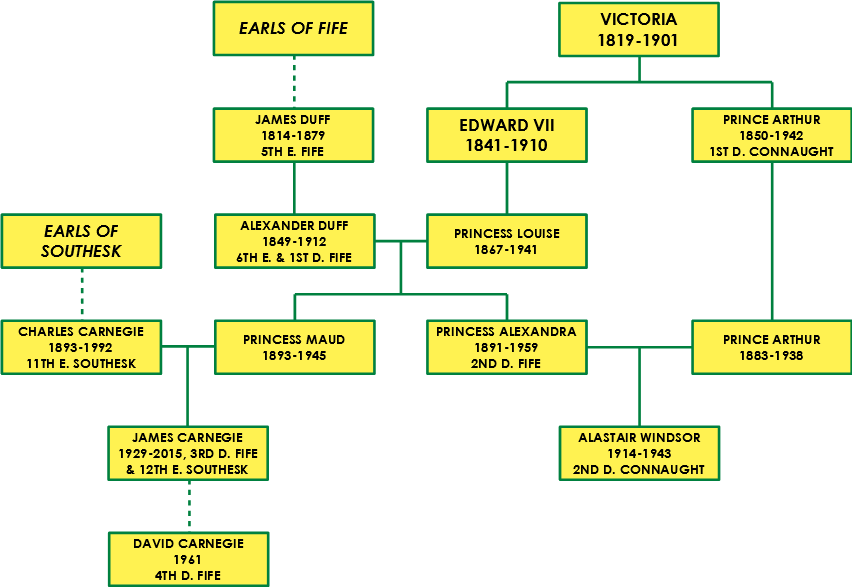
Rodokmen ukazující vzájemný vztah vévodství Connaught & Strathearn s vévodstvím Fife